# Барановський Герман Олексійович
Ге́рман Олексі́йович Барано́вський (15 серпня 1926, Кам'янець-Подільський — 16 березня 2007) — український фахівець у галузі радіозв'язку. Кандидат технічних наук (1980).

## Біографія
Народився в родині агронома. 1933 року сім'я переїхала в Житомир. Навчався у середній школі в Житомирі. Від вересня 1941 року продовжував навчання у селищі Башанта Калмицької АРСР, куди евакуювалася сім'я Барановських. Після закінчення дев'ятого класу працював на різних роботах у сільському господарстві. Через окупацію німцями Башанти школу не закінчив.
Після окупації пішов добровольцем до армії у березні 1943 року. На фронті був тяжко поранений і у січні 1944 року повернувся до матері, що працювала в Башанті. Відразу став до роботи в місцевому районному комітеті комсомолу інструктором.
Улітку 1944 року склав іспити за середню школу екстерном і у вересні вступив до Московського інституту інженерів зв'язку, який закінчив влітку 1949 року.
Працював у Московському науково-дослідному інституті № 885 (нині Науково-дослідний інститут приладів). Починав техніком, 1948 року став начальником лабораторії.
Далі працював на заводі № 285 (нині Харківський приладобудівний завод імені Тараса Шевченка). Від 1956 року був на цьому заводі головним конструктором.
Від 1959 року начальник комплексу — головний конструктор Харківського особливого конструкторського бюро № 692 (нині ВАТ «ХАРТРОН»).
Від 1968 року директор Української філії Науково-дослідного інституту вимірювальної техніки (нині АТ «НДІ вимірювальної техніки», Харків). Від 1986 року — провідний науковий співробітник.

## Наукова діяльність
Напрями наукової діяльності Барановського: розробка, виробництво, впровадження систем радіотехнічного керування та траєкторії вимірювань польоту під час льотних випробувань балістичних і крилатих ракет.
Від 1948 року учасник розробки радіомаяків і систем повного радіокерування для балістичних ракет дальністю польоту від 600 до 7000 км.
Усі наукові праці засекречені.
Автор спогадів «Перейдена нива» (Харків, 2001).
Автор публікацій у періодиці з історії вітчизняної ракетної техніки.

## Премії, нагороди, звання
1983 — Державна премія СРСР у галузі науки й техніки за створення спеціальної радіосистеми (у складі авторського колективу).
Має державні нагороди СРСР за виробничі досягнення й участь у війні — п'ять орденів, медаль «За відвагу» та інші медалі.
Почесні звання: почесний радист СРСР, ветеран космічної галузі України.